# Wembley Championships
El Wembley Championships fou un torneig de tennis celebrat intermitentment entre els anys 1934 i 1990. Va formar part dels torneigs Grand Slam professionals entre el 1927 i 1967, any en què es va instaurar l'Era Open. L'esdeveniment es va disputar sempre en el Wembley Arena.
Fins a l'aparició de l'Era Open, el Wembley Championships fou considerat un dels torneigs de tennis professional més prestigiós del món juntament amb el United States Professional Tennis Championships i el Championnat International de France Professionnel. Fins al 1950 es va anomenar Wembley Professional Championships, entre el 1951 i el 1967 London Indoor Professional Championships, el 1968 Kramer Tournament of Champions, entre el 1969 i 1971 British Covered Court Championships, i fins a la darrera edició Benson & Hedges Tournament.

## Palmarès

### Individual masculí

#### Era professional
| Any  | Campió                                        | Finalista                                     | Resultat                                      |
| ---- | --------------------------------------------- | --------------------------------------------- | --------------------------------------------- |
| 1934 | Ellsworth Vines                               | Hans Nüsslein                                 | Format RR 1                                   |
| 1935 | Ellsworth Vines                               | Bill Tilden                                   | 6−1, 6−3, 5−7, 3−6, 6−3                       |
| 1936 | Ellsworth Vines (3)                           | Hans Nüsslein                                 | 6−4, 6−4, 6−2                                 |
| 1937 | Hans Nüsslein                                 | Bill Tilden                                   | 6−3, 3−6, 6−3, 2−6, 6−2                       |
| 1938 | Hans Nüsslein (2)                             | Bill Tilden                                   | 7−5, 3−6, 6−3, 3−6, 6−2                       |
| 1939 | Don Budge                                     | Hans Nüsslein                                 | Format RR 2                                   |
| 1940 | Sense competició per la Segona Guerra Mundial | Sense competició per la Segona Guerra Mundial | Sense competició per la Segona Guerra Mundial |
| 1941 | Sense competició per la Segona Guerra Mundial | Sense competició per la Segona Guerra Mundial | Sense competició per la Segona Guerra Mundial |
| 1942 | Sense competició per la Segona Guerra Mundial | Sense competició per la Segona Guerra Mundial | Sense competició per la Segona Guerra Mundial |
| 1943 | Sense competició per la Segona Guerra Mundial | Sense competició per la Segona Guerra Mundial | Sense competició per la Segona Guerra Mundial |
| 1944 | Sense competició per la Segona Guerra Mundial | Sense competició per la Segona Guerra Mundial | Sense competició per la Segona Guerra Mundial |
| 1945 | Sense competició per la Segona Guerra Mundial | Sense competició per la Segona Guerra Mundial | Sense competició per la Segona Guerra Mundial |
| 1946 | Sense competició per la Segona Guerra Mundial | Sense competició per la Segona Guerra Mundial | Sense competició per la Segona Guerra Mundial |
| 1947 | Sense competició per la Segona Guerra Mundial | Sense competició per la Segona Guerra Mundial | Sense competició per la Segona Guerra Mundial |
| 1948 | Sense competició per la Segona Guerra Mundial | Sense competició per la Segona Guerra Mundial | Sense competició per la Segona Guerra Mundial |
| 1949 | Jack Kramer                                   | Bobby Riggs                                   | 2−6, 6−4, 6−3, 6−4                            |
| 1950 | Pancho Gonzalez                               | Welby Van Horn                                | 6−3, 6−3, 6−2                                 |
| 1951 | Pancho Gonzalez                               | Pancho Segura                                 | 6−2, 6−2, 2−6, 6−4                            |
| 1952 | Pancho Gonzalez                               | Jack Kramer                                   | 3−6, 3−6, 6−2, 6−4, 7−5                       |
| 1953 | Frank Sedgman                                 | Pancho Gonzalez                               | 6−1, 6−2, 6−2                                 |
| 1954 | No celebrat                                   | No celebrat                                   | No celebrat                                   |
| 1955 | No celebrat                                   | No celebrat                                   | No celebrat                                   |
| 1956 | Pancho Gonzalez (4)                           | Frank Sedgman                                 | 4−6, 11−9, 11−9, 9−7                          |
| 1957 | Ken Rosewall                                  | Pancho Segura                                 | 1−6, 6−3, 6−4, 3−6, 6−4                       |
| 1958 | Frank Sedgman (2)                             | Tony Trabert                                  | 6−4, 6−3, 6−4                                 |
| 1959 | Mal Anderson                                  | Pancho Segura                                 | 4−6, 6−4, 3−6, 6−3, 8−6                       |
| 1960 | Ken Rosewall                                  | Pancho Segura                                 | 5−7, 8−6, 6−1, 6−3                            |
| 1961 | Ken Rosewall                                  | Lew Hoad                                      | 6−3, 3−6, 6−2, 6−3                            |
| 1962 | Ken Rosewall                                  | Lew Hoad                                      | 6−4, 5−7, 15−13, 7−5                          |
| 1963 | Ken Rosewall                                  | Lew Hoad                                      | 6−4, 6−2, 4−6, 6−3                            |
| 1964 | Rod Laver                                     | Ken Rosewall                                  | 7−5, 4−6, 5−7, 8−6, 8−6                       |
| 1965 | Rod Laver                                     | Andrés Gimeno                                 | 6−2, 6−3, 6−4                                 |
| 1966 | Rod Laver                                     | Ken Rosewall                                  | 6−2, 6−2, 6−3                                 |
| 1967 | Rod Laver                                     | Ken Rosewall                                  | 2−6, 6−1, 1−6, 8−6, 6−2                       |

#### Era Open
| Any  | Campió            | Finalista       | Resultat                |
| ---- | ----------------- | --------------- | ----------------------- |
| 1968 | Ken Rosewall (6)  | John Newcombe   | 6−4, 4−6, 7−5, 6−4      |
| 1969 | Rod Laver         | Tony Roche      | 6−4, 6−1, 6−3           |
| 1970 | Rod Laver (6)     | Cliff Richey    | 6−3, 6−4, 7−5           |
| 1971 | Ilie Năstase      | Rod Laver       | 3−6, 6−3, 3−6, 6−4, 6−4 |
| 1972 | No celebrat       | No celebrat     | No celebrat             |
| 1973 | No celebrat       | No celebrat     | No celebrat             |
| 1974 | No celebrat       | No celebrat     | No celebrat             |
| 1975 | No celebrat       | No celebrat     | No celebrat             |
| 1976 | Jimmy Connors     | Roscoe Tanner   | 6−3, 7−5, 6−4           |
| 1977 | Björn Borg        | John Lloyd      | 6−4, 6−4, 6−3           |
| 1978 | John McEnroe      | Tim Gullikson   | 6−7, 6−4, 7−6, 6−2      |
| 1979 | John McEnroe      | Harold Solomon  | 6−3, 6−4, 6−5           |
| 1980 | John McEnroe      | Gene Mayer      | 6−4, 6−3, 6−3           |
| 1981 | Jimmy Connors (2) | John McEnroe    | 3−6, 2−6, 6−3, 6−4, 6−2 |
| 1982 | John McEnroe      | Brian Gottfried | 6−3, 6−2, 6−4           |
| 1983 | John McEnroe (5)  | Jimmy Connors   | 7−5, 6−1, 6−4           |
| 1984 | Ivan Lendl        | Andrés Gómez    | 7−6, 6−2, 6−1           |
| 1985 | Ivan Lendl        | Boris Becker    | 6−7, 6−3, 4−6, 6−4, 6−4 |
| 1986 | Yannick Noah      | Jonas Svensson  | 6−2, 6−3, 6−7, 4−6, 7−5 |
| 1987 | Ivan Lendl (3)    | Anders Järryd   | 6−3, 6−2, 7−5           |
| 1988 | Jakob Hlasek      | Jonas Svensson  | 6−7, 3−6, 6−4, 6−0, 7−5 |
| 1989 | Michael Chang     | Guy Forget      | 6−2, 6−1, 6−1           |
| 1990 | Jakob Hlasek (2)  | Michael Chang   | 7−6, 6−3                |

### Dobles masculins
| Any  | Campions                       | Finalistes                        | Resultat           |
| ---- | ------------------------------ | --------------------------------- | ------------------ |
| 1969 | Roy Emerson Rod Laver          | Pancho Gonzales Bob Hewitt        | 5−7, 6−3, 6−4, 6−3 |
| 1970 | Ken Rosewall Stan Smith        | Ilie Năstase Ion Țiriac           | 6−4, 6−3, 6−2      |
| 1971 | Bob Hewitt Frew McMillan       | Bill Bowrey Owen Davidson         | 7−5, 9−7, 6−2      |
| 1972 | No celebrat                    | No celebrat                       | No celebrat        |
| 1973 | No celebrat                    | No celebrat                       | No celebrat        |
| 1974 | No celebrat                    | No celebrat                       | No celebrat        |
| 1975 | No celebrat                    | No celebrat                       | No celebrat        |
| 1976 | Stan Smith Roscoe Tanner       | Wojtek Fibak Brian Gottfried      | 6−3, 7−6           |
| 1977 | Sandy Mayer Frew McMillan      | Brian Gottfried Raul Ramírez      | 6−3, 7−6           |
| 1978 |                                |                                   |                    |
| 1979 | Peter Fleming John McEnroe     | Tomas Smid Stan Smith             | 6−2, 6−3           |
| 1980 | Peter Fleming John McEnroe     | Bill Scanlin Eliot Teltscher      | 7−5, 6−3           |
| 1981 | Sherwood Stewart Ferdi Taygan  | Peter Fleming John McEnroe        | 7−5, 6−7, 6−4      |
| 1982 | Peter Fleming John McEnroe     | Heinz Gunthardt Tomas Smid        | 7−6, 6−4           |
| 1983 | Peter Fleming John McEnroe     | Steve Denton Sherwood Stewart     | 6−3, 6−4           |
| 1984 | Andrés Gómez Ivan Lendl        | Pavel Slozil Tomas Smid           | 6−2, 6−2           |
| 1985 | Guy Forget Anders Järryd       | Boris Becker Slobodan Zivojinovic | 7−5, 4−6, 7−5      |
| 1986 | Peter Fleming John McEnroe (5) | Sherwood Stewart Kim Warwick      | 3−6, 7−6, 6−2      |
| 1987 | Miroslav Mecir Tomas Smid      | Ken Flach Robert Seguso           | 7−5, 6−4           |
| 1988 | Ken Flach Robert Seguso        | Martin Davis Brad Drewett         | 7−5, 6−2           |
| 1989 | Jakob Hlasek John McEnroe      | Jeremy Bates Kevin Curren         | 6−1, 7−6           |
| 1990 | Jim Grabb Patrick McEnroe      | Rick Leach Jim Pugh               | 7−6, 4−6, 6−3      |